# 술잔과 입술
술잔과 입술은 1984년 공개된 대한민국의 영화이다.

## 배역
- 이정화
- 윤석봉
- 이영하
- 정영숙